# Michael Mortensen
Michael Mortensen (ur. 12 marca 1961 w Glostrupie) – duński tenisista i trener tenisa, reprezentant w Pucharze Davisa.

## Kariera tenisowa
Jako zawodowy tenisista występował w latach 1984–1994.
Najwyżej sklasyfikowany w rankingu ATP World Tour w deblu był na 34. miejscu (18 kwietnia 1988), natomiast w singlu na 301. miejscu (26 listopada 1984).
Mortensen brał udział w 24 meczach Pucharu Davisa od 1979 do 1990. Jego bilans spotkań w singlu to 12–14, natomiast w deblu – 11–13.
Łącznie triumfował w 5 turniejach rangi ATP World Tour w grze podwójnej oraz uczestniczył w 7 finałach.

### Finały w turniejach ATP World Tour
| Legenda                                      |
| -------------------------------------------- |
| Wielki Szlem                                 |
| Igrzyska olimpijskie                         |
| Tennis Masters Cup / ATP Finals              |
| ATP Masters Series / ATP Tour Masters 1000   |
| ATP International Series Gold / ATP Tour 500 |
| ATP International Series / ATP Tour 250      |

#### Gra podwójna (5–7)
| Końcowy wynik | Nr | Data                | Turniej     | Nawierzchnia    | Partner           | Przeciwnicy                    | Wynik finału  |
| ------------- | -- | ------------------- | ----------- | --------------- | ----------------- | ------------------------------ | ------------- |
| Zwycięzca     | 1. | 15 kwietnia 1984    | Nicea       | Ceglana         | Jan Gunnarsson    | Hans Gildemeister Andrés Gómez | 6:1, 7:5      |
| Zwycięzca     | 2. | 22 lipca 1984       | Båstad      | Ceglana         | Jan Gunnarsson    | Juan Avendaño Fernando Roese   | 6:0, 6:0      |
| Zwycięzca     | 3. | 23 września 1984    | Genewa      | Ceglana         | Mats Wilander     | Libor Pimek Tomáš Šmíd         | 6:1, 3:6, 7:5 |
| Zwycięzca     | 4. | 25 listopada 1984   | Tuluza      | Twarda (hala)   | Jan Gunnarsson    | Pavel Složil Tim Wilkison      | 6:4, 6:2      |
| Finalista     | 1. | 29 września 1985    | Barcelona   | Ceglana         | Jan Gunnarsson    | Sergio Casal Emilio Sánchez    | 3:6, 3:6      |
| Finalista     | 2. | 26 kwietnia 1987    | Monte Carlo | Ceglana         | Mansur Bahrami    | Hans Gildemeister Andrés Gómez | 2:6, 4:6      |
| Finalista     | 3. | 14 lutego 1988      | Lyon        | Dywanowa (hala) | Blaine Willenborg | Brad Drewett Broderick Dyke    | 6:3, 3:6, 4:6 |
| Finalista     | 4. | 17 lipca 1988       | Stuttgart   | Ceglana         | Anders Järryd     | Sergio Casal Emilio Sánchez    | 6:4, 3:6, 4:6 |
| Finalista     | 5. | 28 sierpnia 1988    | Rye Brook   | Twarda          | Jeremy Bates      | Andrew Castle Tim Wilkison     | 6:4, 5:7, 6:7 |
| Zwycięzca     | 5. | 26 lutego 1989      | Lyon        | Dywanowa (hala) | Eric Jelen        | Jakob Hlasek John McEnroe      | 6:2, 3:6, 6:3 |
| Finalista     | 6. | 25 lutego 1990      | Stuttgart   | Dywanowa (hala) | Tom Nijssen       | Jakob Hlasek Guy Forget        | 3:6, 2:6      |
| Finalista     | 7. | 7 października 1990 | Tuluza      | Twarda (hala)   | Michiel Schapers  | Neil Broad Gary Muller         | 6:7, 4:6      |

## Kariera trenerska
Wśród trenowanych przez Mortensena zawodników była m.in. Li Na, która wygrała French Open 2011. Od stycznia do marca 2014 roku współpracował z Caroline Wozniacki.